# 藤川由紀子
藤川 由紀子（ふじかわ ゆきこ、1971年8月3日 - ）は、日本の女性声優。熊本県出身。81プロデュース所属。

## 人物
テレビアニメなどで活躍。
趣味・特技は空手、姓名判断。

## 出演

### テレビアニメ
- 彼氏彼女の事情（1998年、子供）
- 超速スピナー（1998年 - 1999年、女の子、小暮優、宙太の姉、友人、少年）
- 虹の戦記イリス（1998年、男の子、子供）
- 爆走兄弟レッツ&ゴー!!MAX（1998年、ユタカ）
- ヨシモトムチッ子物語（1998年、マダラクワガタシマダ）
- KAIKANフレーズ（1999年、女子大生2、ファン、女子校生、女の子B）
- サラリーマン金太郎（2001年、女子社員2、女社員、ホステス2、よし恵）
- 王ドロボウJING（2002年）
- DEAR BOYS（2003年、聖亜5番）
- D.C. 〜ダ・カーポ〜（2003年、おばさん、母親）

### ゲーム
- ロードモナーク 新・ガイア王国記（1998年、サラ・クロライナ）
- 大正もののけ異聞録（2003年、橘八雲）

### ドラマCD
- 天は赤い河のほとり（シャラ）

### テレビ番組
- ユメディア号こども塾